# Willard (Kansas)
Willard es una ciudad ubicada en el condado de Shawnee el estado estadounidense de Kansas. En el año 2010 tenía una población de 92 habitantes y una densidad poblacional de 306,67 personas por km².

## Geografía
Willard se encuentra ubicada en las coordenadas 39°5′38″N 95°56′36″O / 39.09389, -95.94333 (39.093917, -95.943334).

## Demografía
Según la Oficina del Censo en 2000 los ingresos medios por hogar en la localidad eran de $24,500 y los ingresos medios por familia eran $35,000. Los hombres tenían unos ingresos medios de $22,813 frente a los $19,375 para las mujeres. La renta per cápita para la localidad era de $16,513. Alrededor del 5.7% de la población estaban por debajo del umbral de pobreza.